# Lepanus politus
Lepanus politus är en skalbaggsart som beskrevs av Carter 1936. Lepanus politus ingår i släktet Lepanus och familjen bladhorningar. Inga underarter finns listade i Catalogue of Life.